# ワレリー・エフトゥホヴィッチ

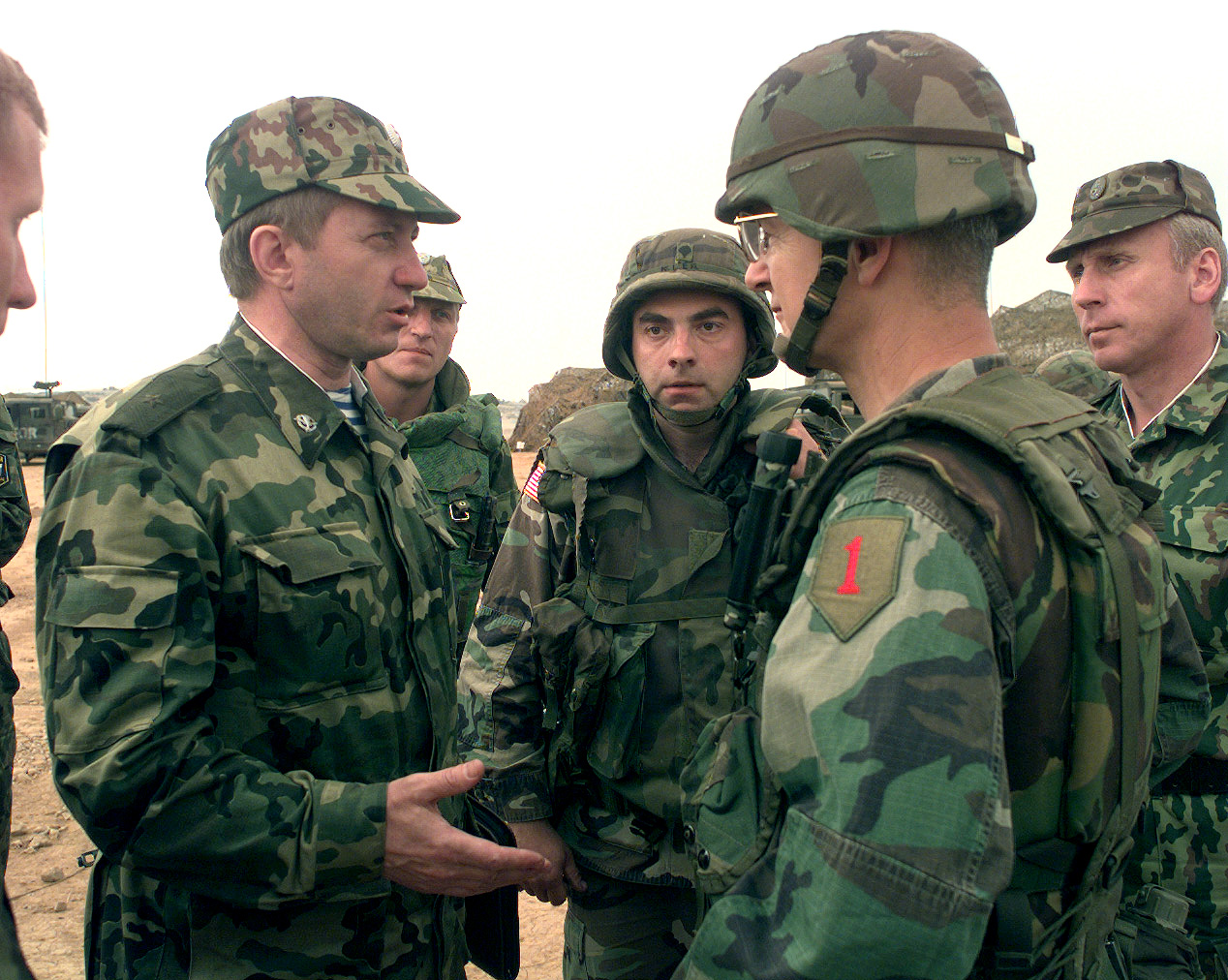
1999年7月7日、コソボのボンドスティール基地にてアメリカ軍のバンツ・クラドック大将（右から二人目）と会談するエフトゥホヴィッチ少将（左、当時）

ヴァレリー・エヴゲーニエヴィチ・エフトゥホヴィチ（ロシア語: Вале́рий Евге́ньевич Евтухо́вич、1954年4月17日 - ）は、ロシアの軍人。元ロシア空挺軍司令官。中将。

## 経歴
1975年にリャザン高等空挺指揮学校を卒業。卒業後、第103親衛空挺師団で偵察部隊長、中隊長などを勤め、同師団第350連隊参謀長としてアフガニスタンで勤務。1984年にフルンゼ軍事アカデミー卒業後、第76親衛空挺師団第104連隊参謀長に。1986年、第7親衛空挺師団副参謀長へ就任し、1990年には特別独立空挺旅団訓練センター長となる。1992年、第242訓練センター長へ。1999年から2000年の間、空挺軍司令官代理としてロシア軍コソヴォ派遣部隊を指揮した。2005年に空挺軍参謀長兼副司令官となる。2007年1月より空挺軍司令官に任命。2009年、退役。